# Piazza Sofia
Piazza Sofia (in ucraino Софійська площа?, Sofijs'ka plošča; in russo Софийская площадь?, Sofijskaja ploščad') è un'importante piazza nel distretto Ševčenko di Kiev in Ucraina che risale all'XI secolo.

## Storia

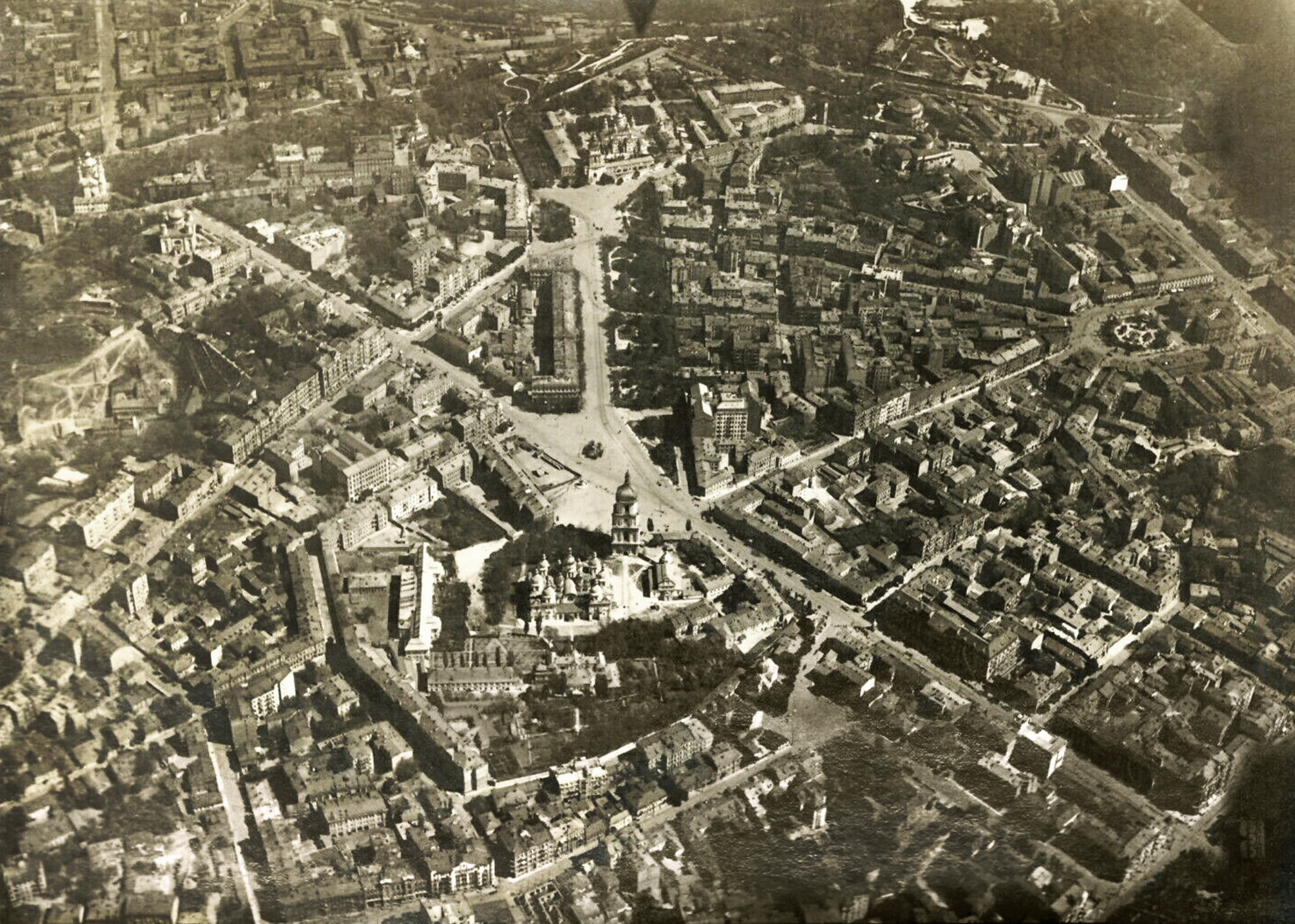
Immagine aerea della piazza nel 1918

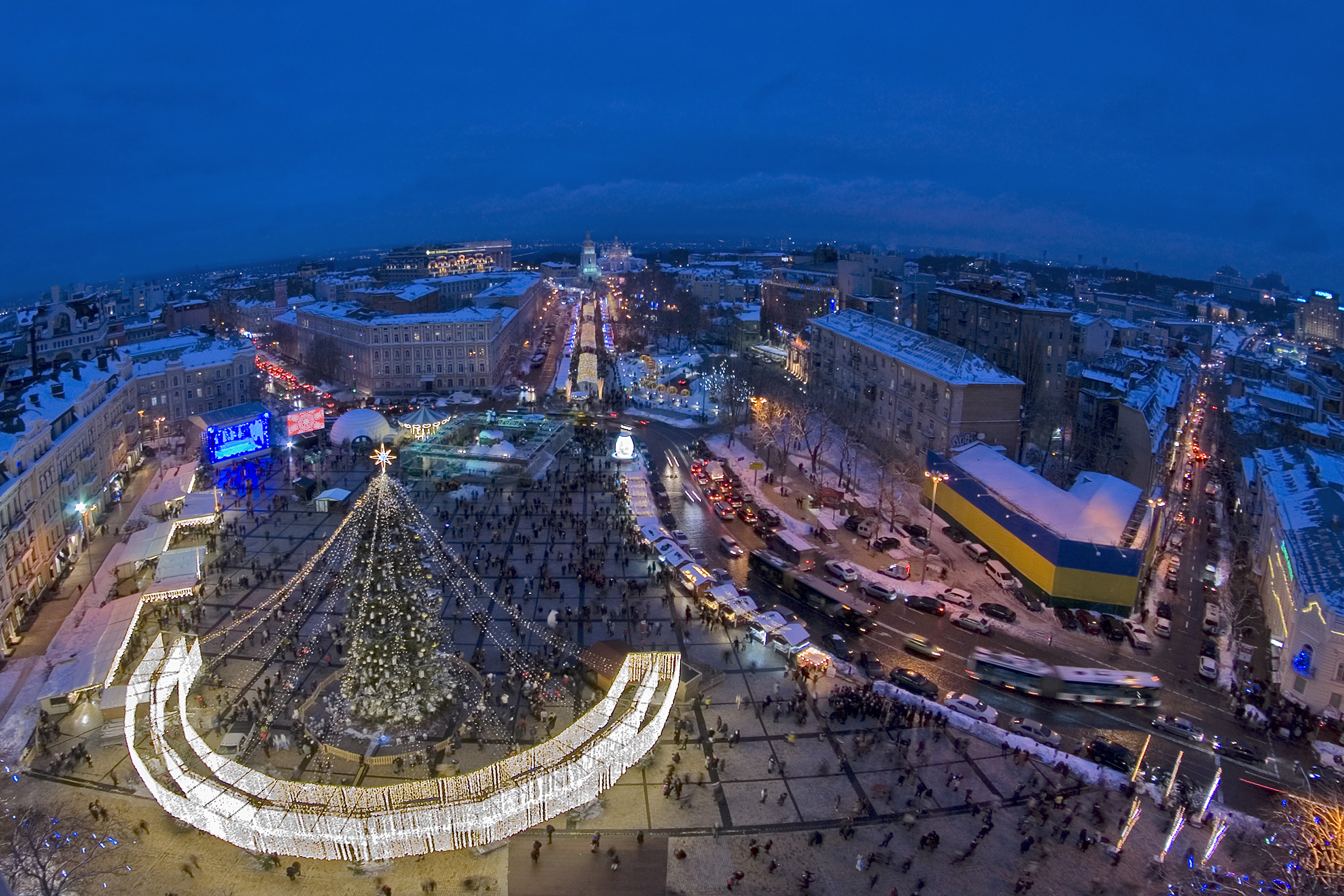
Piazza durante il periodo natalizio nel 2017

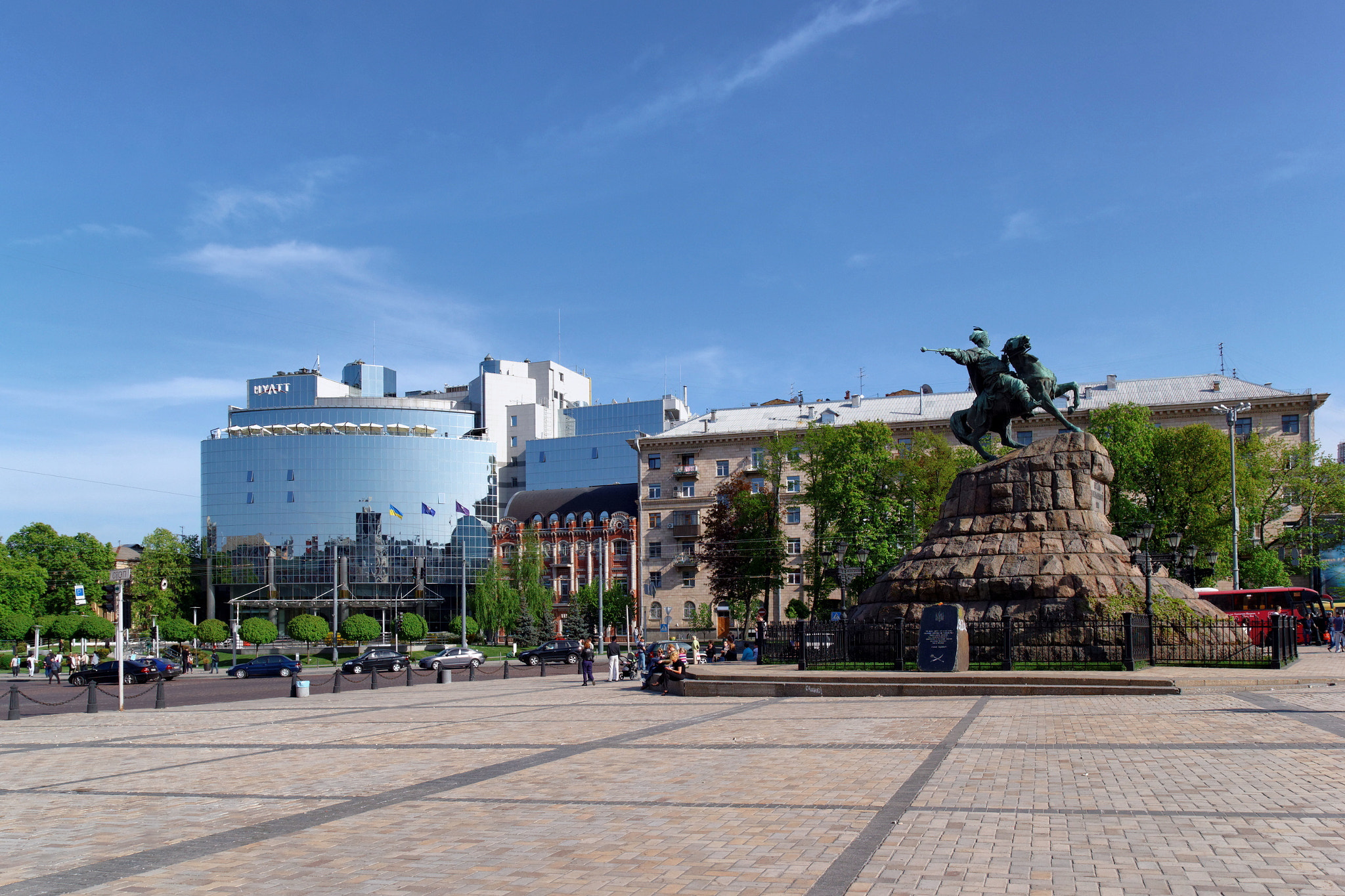
Monumento a Bohdan Chmel'nyc'kyj

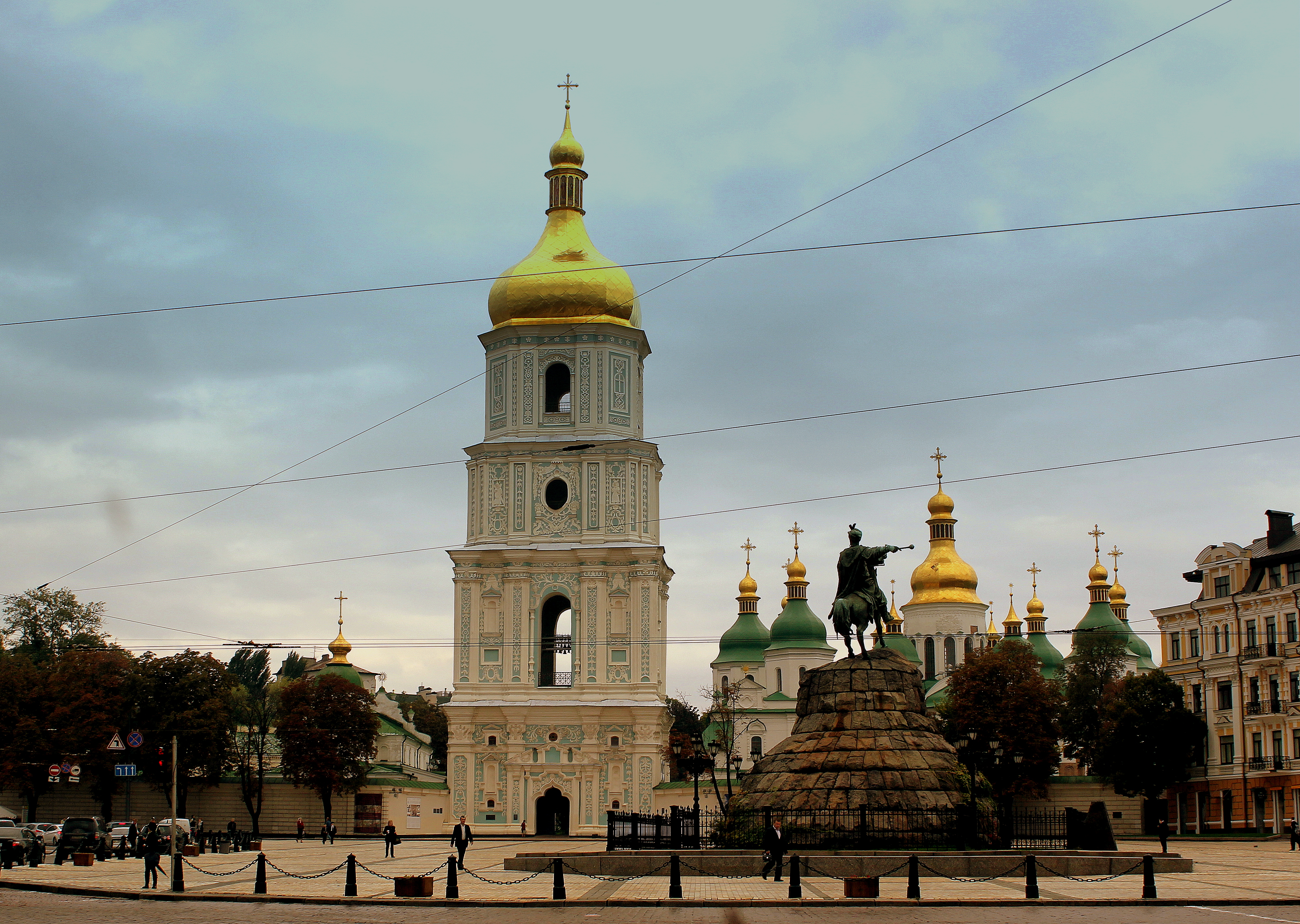
Campanile della cattedrale di Santa Sofia

In questo luogo Jaroslav I di Kiev nel 1036 sconfisse i peceneghi e un anno più tardi si cominciò ad erigere la cattedrale di Santa Sofia. Fin dai tempi della Rus' di Kiev quindi la piazza fu un centro importante della città, con mercati e fiere e venne chiamata Piazza Vecchia. Qui il 23 dicembre 1648 gli abitanti incontrarono Bohdan Chmel'nyc'kyj alla guida dei suoi cosacchi.
Molto più tardi la piazza prese la forma recente e ancora all'inizio del XIX secolo sul sito si trovava la stalla del monastero. Dopo gli adeguamenti per renderla più adatta alla sua funzione, nel 1869 fu chiamata col nome recente. Nel 1888 vi fu eretto il monumento a Bohdan Chmel'nyc'kyj e nel 1919 vi fu proclamata la nascita  dell'Ucraina unita. Qui il 7 giugno 2014 il presidente dell'Ucraina Petro Oleksijovyč Porošenko prestò il giuramento di comandante in capo delle forze armate ucraine.

## Monumenti e luoghi d'interesse
- Monumento a Bohdan Chmel'nyc'kyj
- Cattedrale di Santa Sofia